# Saison 2013-2014 de Manchester United
Chronologie
Saison précédente Saison suivante
La saison 2013-2014 du Manchester United Football Club est la 22e saison du club en Premier League et sa 39e saison consécutive dans la première division du football anglais.
Manchester United vise un 21e titre de champion d'Angleterre. Il est également engagé en Ligue des champions et ce pour la 18e année consécutive. De plus, le club dispute la League Cup ainsi que la FA Cup dès le mois de janvier.

## Compétitions

### FA Community Shield
Manchester United commence la saison face au vainqueur de la FA Cup 2012-2013, Wigan Athletic à Wembley le 11 août. C'est le premier match officiel de Manchester sous la direction de David Moyes.
United ouvre le score dès la 6e minute, par Robin van Persie sur un centre de Patrice Évra côté gauche. Carson est battu. À la 59e minute, au termine d'une belle action collective, Robin van Persie, du gauche, marque un doublé permettant à Manchester de faire le break. À noter que James Perch, joueur de Wigan, dévie le tir cadré du Néerlandais.
Le score ne bougera plus jusqu'au coup de sifflet final, donné par Mark Clattenburg, et David Moyes, grâce à un doublé de Van Persie, remporte son premier trophée avec Manchester United.

### Coupe d'Angleterre
Manchester United est entré en FA Cup au troisième tour, comme les autres clubs de Premier League et de Championship. Le tirage a eu lieu le  8 décembre 2013 et United hérite de Swansea City, club de Premier League.
Le match a lieu le 5 janvier 2014 à Old Trafford. United se fait surprendre à la 12e minute par Wayne Routledge après un contre rapide, lancé dans le dos de la défense, il lobe Anders Lindegaard, ne lui laissant aucune chance. Mais United égalise rapidement, grâce à Javier Hernández à la 16e minute, du pied gauche après un centre au premier poteau de Alexander Büttner. À la 81e minute, Fábio est exclu après un tacle agressif sur José Cañas et laisse ses coéquipiers à dix. À la dernière minute, Wilfried Bony, après un centre de Routledge, marque de la tête au premier poteau. Il permet à son équipe d'éliminer Manchester United et de se qualifier pour le tour suivant au détriment des Mancuniens.

### Coupe de la Ligue
Manchester United entre en Coupe de la Ligue au troisième tour. Le tirage a eu lieu le 28 août et United hérite de son rival, Liverpool FC. Le match a eu lieu le 25 septembre à Old Trafford et les Mancuniens se qualifient (1-0) pour le tour suivant grâce à un but de Javier Hernández à la 46e minute après un corner de Wayne Rooney.
Au tour suivant, Manchester United affronte Norwich City le 29 octobre à Old Trafford. Les Mancuniens se qualifient facilement (4-0) grâce à Phil Jones, Fábio et un doublé de Javier Hernández.
En quart de finale, United se déplace au Britannia Stadium le 18 décembre pour jouer contre Stoke City. Les Mancuniens remportent ce match (0-2) grâce à un but de Ashley Young et de Patrice Évra.
Le tirage des demi-finales a eu lieu le 18 décembre, après le match, et United hérite de Sunderland. Au match aller, les Mancuniens se déplacent au Stadium of Light et perdent ce match (1-2) à cause d'un but Ryan Giggs contre son camp et d'un but de Fabio Borini. Au match retour à Old Trafford, United remporte ce match (2-1) grâce à Jonny Evans et à un but à la dernière minute du temps additionnel de la prolongation de Javier Hernández. Le Mexicain sauve United et les deux équipes doivent se départager aux tirs au but. Seul Darren Fletcher réussit son penalty pour United. Du côté de Sunderland, Marcos Alonso et Ki Sung-yueng réussirent leur penalty et permettent à Sunderland d'aller en finale. Manchester United est donc éliminé de la Coupe de la Ligue en demi-finale.

### Ligue des champions

#### Phase de groupe
Placé dans le premier chapeau, Manchester United hérite d'un groupe composé du Bayer Leverkusen, troisième du championnat allemand 2012-13, du Chakhtar Donetsk vainqueur du championnat ukrainien précédent et de la Real Sociedad quatrième du dernier championnat espagnol.
| Rang | Équipe            | Pts | J | G | N | P | Bp | Bc | Diff |  | Résultats (▼ dom., ► ext.) |     |     |     |     |
| ---- | ----------------- | --- | - | - | - | - | -- | -- | ---- |  | -------------------------- | --- | --- | --- | --- |
| 1    | Manchester United | 14  | 6 | 4 | 2 | 0 | 12 | 3  | +9   |  | Manchester United          |     | 4-2 | 1-0 | 1-0 |
| 2    | Bayer Leverkusen  | 10  | 6 | 3 | 1 | 2 | 9  | 10 | -1   |  | Bayer Leverkusen           | 0-5 |     | 4-0 | 2-1 |
| 3    | Chakhtar Donetsk  | 8   | 6 | 2 | 2 | 2 | 7  | 6  | +1   |  | Chakhtar Donetsk           | 1-1 | 0-0 |     | 4-0 |
| 4    | Real Sociedad     | 1   | 6 | 0 | 1 | 5 | 1  | 10 | -9   |  | Real Sociedad              | 0-0 | 0-1 | 0-2 |     |

#### Phase finale

##### Huitièmes de finale
Manchester United affronte l'Olympiakos, vainqueur du dernier championnat grec et deuxième du groupe C, en huitièmes de finale. L'Olympiakos remporte le match aller au Pirée (2-0) contre une faible équipe de Manchester United qui est la seule équipe première de groupe à perdre le match aller. Malgré ce résultat, Manchester United arrive à inverser la vapeur au match retour à Old Trafford (3-0) avec un triplé de Robin van Persie qui permet à son équipe de se qualifier pour les quarts de finale.

##### Quarts de finale
En quarts de finale, Manchester United hérite du Bayern Munich, tenant du titre européen, champion d'Allemagne 2012-2013 et premier du groupe D. Un tirage pas facile pour les Mancuniens. Lors du match aller à Old Trafford, et contre toute attente, Manchester United arrache le nul (1-1) mais est en ballotage défavorable à cause du but du Bayern à l'extérieur.
Au match retour à l'Allianz Arena, Manchester United ouvre le score grâce à une magnifique frappe d'Evra mais Mario Mandžukić pour le Bayern égalise quelques secondes plus tard. Thomas Müller et Arjen Robben enfoncent ensuite le clou (3-1) et éliminent Manchester United de la Ligue des champions, en quarts de finale.

## Transferts

### Mercato d'été
| Nom                | Transfert                         | Provenance/Destination | Division                    |
| ------------------ | --------------------------------- | ---------------------- | --------------------------- |
| Arrivées           |                                   |                        |                             |
| Guillermo Varela   | Transfert (Montant non dévoilé)   | Atlético Peñarol       | Primera División de Uruguay |
| Marouane Fellaini  | Transfert (32,5 millions d'euros) | Everton Football Club  | Premier League              |
| Saidy Janko        | Transfert (Montant non dévoilé)   | FC Zurich              | Swiss Super League          |
| Départs            |                                   |                        |                             |
| Scott Wootton      | Transfert                         | Leeds United           | Championship                |
| Mats Møller Dæhli  | Transfert                         | Molde FK               | Tippeligaen                 |
| Frédéric Veseli    | Fin de contrat                    |                        |                             |
| Gyliano van Velzen | Fin de contrat                    |                        |                             |
| Sean McGinty       | Fin de contrat                    |                        |                             |
| Luke McCullough    | Fin de contrat                    |                        |                             |
| Reece Brown        | Fin de contrat                    |                        |                             |
| John Cofie         | Fin de contrat                    |                        |                             |

### Mercato d'hiver
| Nom              | Transfert                       | Provenance/Destination    | Division       |
| ---------------- | ------------------------------- | ------------------------- | -------------- |
| Arrivées         |                                 |                           |                |
| Juan Mata        | Transfert (45 millions d'euros) | Chelsea FC                | Premier League |
| Départs          |                                 |                           |                |
| Fábio            | Prêt                            | Cardiff City FC           | Premier League |
| Ryan Tunnicliffe | Transfert                       | Fulham                    | Premier League |
| Larnell Cole     | Transfert                       | Fulham                    | Premier League |
| Will Keane       | Prêt                            | Queens Park Rangers       | Championship   |
| Michael Keane    | Prêt                            | Queens Park Rangers       | Championship   |
| Jesse Lingard    | Prêt                            | Brighton & Hove Albion FC | Championship   |
| Federico Macheda | Prêt                            | Birmingham City FC        | Championship   |
| Tom Thorpe       | Prêt                            | Birmingham City FC        | Championship   |
| Wilfried Zaha    | Prêt                            | Cardiff City FC           | Premier League |
| Anderson         | Prêt                            | ACF Fiorentina            | Serie A        |